# 米海尔二世
米海尔二世（希臘語：Μιχαήλ Β'，Mikhaēl II，770年—829年10月2日）绰号“结巴者”（希腊语：ὁ Τραυλός，ho Travlós或ὁ Ψελλός，ho Psellós），拜占庭帝国皇帝（820～829年在位），阿莫利王朝（也称弗里吉亚王朝）的创立者。在位期间试图缓和9世纪由于“圣像破坏之争”对拜占庭造成的分裂。

## 生平
米海尔出身卑微，从军后不断晋升，成为一名军事指挥官。他是亚美尼亚人利奥，即后来的皇帝利奥五世（813～825年在位）的战友。在803年巴尔达尼斯（Bardanes Turcus）与尼基弗鲁斯一世争位期间时，米海尔和利奥开始支持巴尔达尼斯，后来倒戈加入尼基弗鲁斯一方。在尼基弗鲁斯一世、斯陶拉基奥斯、米海尔一世和利奥五世在位期间，不断壮大自己的势力。820年，米海尔被怀疑参与宫廷阴谋而被昔日好友利奥五世投入监狱。820年12月24日被判处死刑。但是次日，其党羽暗杀了利奥五世，宣布米海尔为皇帝。米海尔登基时，腿上还戴着镣铐。
米海尔登上宝座不久，一位名叫托马斯（Thomas the Slav）的部下发动叛乱，内战一直持续到823年，米海尔在保加尔人的帮助下才最终镇压的叛乱。内战削弱了拜占庭帝国的实力。阿拉伯人随后征服了克里特岛（826或827年）和西西里岛部分地区（827～829年）。
尽管米海尔反对偶像崇拜，但他奉行宽容的宗教政策，停止了对偶像崇拜者的迫害，被流放的人重归故里，包括之前的大教长尼基弗鲁斯和圣狄奥多尔都被赦免。

## 家庭
米海尔先是娶了巴尔达尼斯（Bardanes Turcus）的女儿特克拉为妻，生有一子塞奥菲鲁斯。特克拉在823年去世后，他又迎娶了君士坦丁六世的女儿优芙洛西尼。